# Katwijkse derby
De Katwijkse derby is wedstrijd tussen vv Katwijk en Quick Boys, eveneens uit Katwijk aan Zee. De burenruzie staat bekend als een van de grootste van het Nederlandse amateurvoetbal, men spreekt in het dorp over de Moeder aller Derby's. De derby's tussen beide clubs verdelen minimaal tweemaal per jaar het dorp Katwijk tot op het bot: Oranje-zwart tegen blauw-wit. De wedstrijd was aanleiding tot de documentaire "Katwijkse Twisten". Deze documentaire werd geregisseerd door Mart Dominicus en ging in 2001 op het Filmfestival in Utrecht in première. De hoofdvelden van de twee clubs zijn hemelsbreed slechts 2,5 kilometer van elkaar verwijderd. Het laatste duel was op 16 maart 2025, toen won quick boys de wedstrijd met 1-4.

## Wedstrijden dorpsderby's[2]
| Wedstrijden in KNVB beker | Wedstrijden in KNVB beker | Wedstrijden in KNVB beker | Wedstrijden in KNVB beker | Wedstrijden in KNVB beker |
| Seizoen                   | Datum                     | Eerste wedstrijd          | Uitslag                   |                           |
| ------------------------- | ------------------------- | ------------------------- | ------------------------- | ------------------------- |
| 1994-'95                  | 03-09-1994                | Quick Boys – Katwijk      | 2-3                       |                           |
| 1996-'97                  | 17-08-1996                | Quick Boys – Katwijk      | 2-2                       |                           |
| 2019-'20                  | 24-09-2019                | Quick Boys – Katwijk      | 2-3 (n.v.)                |                           |

| Wedstrijden in de landelijke Eerste Klasse (1986–1996) | Wedstrijden in de landelijke Eerste Klasse (1986–1996) | Wedstrijden in de landelijke Eerste Klasse (1986–1996) | Wedstrijden in de landelijke Eerste Klasse (1986–1996) | Wedstrijden in de landelijke Eerste Klasse (1986–1996) | Wedstrijden in de landelijke Eerste Klasse (1986–1996) | Wedstrijden in de landelijke Eerste Klasse (1986–1996) |
| Seizoen                                                | Datum                                                  | Eerste wedstrijd                                       | Uitslag                                                | Datum                                                  | Tweede wedstrijd                                       | Uitslag                                                |
| ------------------------------------------------------ | ------------------------------------------------------ | ------------------------------------------------------ | ------------------------------------------------------ | ------------------------------------------------------ | ------------------------------------------------------ | ------------------------------------------------------ |
| 1989-'90                                               | 14-10-1989                                             | Quick Boys – Katwijk                                   | 1-1                                                    | 07-04-1990                                             | Katwijk – Quick Boys                                   | 0-1                                                    |
| 1990-'91                                               | 22-09-1990                                             | Katwijk – Quick Boys                                   | 1-0                                                    | 06-04-1991                                             | Quick Boys – Katwijk                                   | 0-0                                                    |
| 1991-'92                                               | 07-12-1991                                             | Katwijk – Quick Boys                                   | 2-1                                                    | 18-04-1992                                             | Quick Boys – Katwijk                                   | 1-0                                                    |
| 1992-'93                                               | 07-11-1992                                             | Quick Boys – Katwijk                                   | 2-3                                                    | 24-04-1993                                             | Katwijk – Quick Boys                                   | 0-2                                                    |
| 1993-'94                                               | 06-11-1993                                             | Katwijk – Quick Boys                                   | 1-0                                                    | 14-05-1994                                             | Quick Boys – Katwijk                                   | 1-0                                                    |
| 1994-'95                                               | 22-10-1994                                             | Quick Boys – Katwijk                                   | 1-3                                                    | 01-04-1995                                             | Katwijk – Quick Boys                                   | 3-3                                                    |
| 1995-'96                                               | 16-09-1995                                             | Katwijk – Quick Boys                                   | 6-3                                                    | 09-03-1996                                             | Quick Boys – Katwijk                                   | 3-1                                                    |

| Wedstrijden in de Hoofdklasse (1996–2015) | Wedstrijden in de Hoofdklasse (1996–2015) | Wedstrijden in de Hoofdklasse (1996–2015) | Wedstrijden in de Hoofdklasse (1996–2015) | Wedstrijden in de Hoofdklasse (1996–2015) | Wedstrijden in de Hoofdklasse (1996–2015) | Wedstrijden in de Hoofdklasse (1996–2015) |
| Seizoen                                   | Datum                                     | Eerste wedstrijd                          | Uitslag                                   | Datum                                     | Tweede wedstrijd                          | Uitslag                                   |
| ----------------------------------------- | ----------------------------------------- | ----------------------------------------- | ----------------------------------------- | ----------------------------------------- | ----------------------------------------- | ----------------------------------------- |
| 1996-'97                                  | 19-10-1996                                | Katwijk – Quick Boys                      | 1-1                                       | 05-04-1997                                | Quick Boys – Katwijk                      | 2-3                                       |
| 1997-'98                                  | 25-10-1997                                | Quick Boys – Katwijk                      | 0-4                                       | 14-03-1998                                | Katwijk – Quick Boys                      | 1-0                                       |
| 1998-'99                                  | 17-10-1998                                | Katwijk – Quick Boys                      | 0-1                                       | 10-04-1999                                | Quick Boys – Katwijk                      | 1-1                                       |
| 1999-'00                                  | 25-09-1999                                | Katwijk – Quick Boys                      | 2-1                                       | 05-02-2000                                | Quick Boys – Katwijk                      | 1-1                                       |
| 2000-'01                                  | 14-10-2000                                | Quick Boys – Katwijk                      | 2-3                                       | 24-03-2001                                | Katwijk – Quick Boys                      | 2-3                                       |
| 2001-'02                                  | 27-10-2001                                | Katwijk – Quick Boys                      | 0-1                                       | 23-03-2002                                | Quick Boys – Katwijk                      | 3-0                                       |
| 2002-'03                                  | 14-09-2002                                | Quick Boys – Katwijk                      | 1-1                                       | 25-01-2003                                | Katwijk – Quick Boys                      | 0-0                                       |
| 2003-'04                                  | 18-10-2003                                | Quick Boys – Katwijk                      | 2-1                                       | 22-11-2003                                | Katwijk – Quick Boys                      | 1-4                                       |
| 2004-'05                                  | 04-12-2004                                | Katwijk – Quick Boys                      | 2-4                                       | 16-04-2005                                | Quick Boys – Katwijk                      | 3-4                                       |
| 2005-'06                                  | 19-11-2005                                | Katwijk – Quick Boys                      | 3-4                                       | 22-04-2006                                | Quick Boys – Katwijk                      | 0-0                                       |
| 2007-'08                                  | 22-09-2007                                | Katwijk – Quick Boys                      | 1-0                                       | 16-02-2008                                | Quick Boys – Katwijk                      | 1-0                                       |
| 2008-'09                                  | 30-09-2008                                | Quick Boys – Katwijk                      | 0-1                                       | 14-02-2009                                | Katwijk – Quick Boys                      | 1-2                                       |
| 2009-'10                                  | 20-03-2010                                | Katwijk – Quick Boys                      | 2-1                                       | 03-04-2010                                | Quick Boys – Katwijk                      | 2-1                                       |
| 2014-'15*                                 | 01-11-2014                                | Quick Boys – Katwijk                      | 1-2                                       | 21-03-2015                                | Katwijk – Quick Boys                      | 1-1                                       |

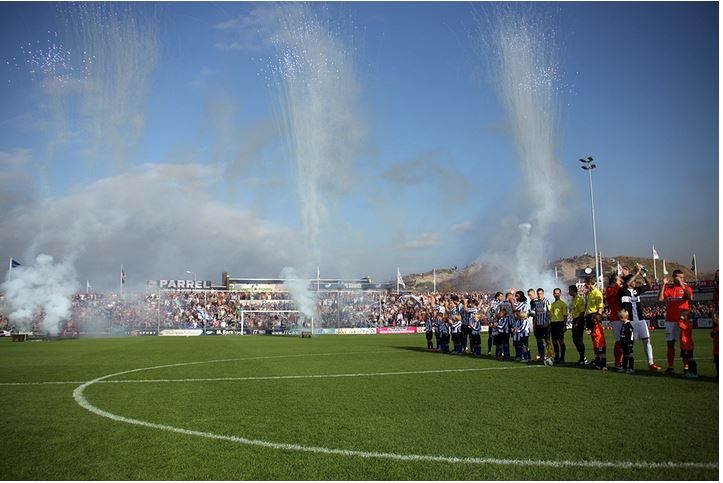
Opkomst Quick Boys - Katwijk (01-11-2014)

In het seizoen 2014/2015 (*) speelden beide clubs in de Hoofdklasse, maar niet op het hoogste amateurniveau (de toenmalige Topklasse).
| Wedstrijden in de landelijke Tweede Divisie (2019–) | Wedstrijden in de landelijke Tweede Divisie (2019–) | Wedstrijden in de landelijke Tweede Divisie (2019–) | Wedstrijden in de landelijke Tweede Divisie (2019–) | Wedstrijden in de landelijke Tweede Divisie (2019–) | Wedstrijden in de landelijke Tweede Divisie (2019–) | Wedstrijden in de landelijke Tweede Divisie (2019–) |
| Seizoen                                             | Datum                                               | Eerste wedstrijd                                    | Uitslag                                             | Datum                                               | Tweede wedstrijd                                    | Uitslag                                             |
| --------------------------------------------------- | --------------------------------------------------- | --------------------------------------------------- | --------------------------------------------------- | --------------------------------------------------- | --------------------------------------------------- | --------------------------------------------------- |
| 2019-'20                                            | 21-09-2019                                          | Katwijk – Quick Boys                                | 0-0                                                 | 04-04-2020                                          | Quick Boys – Katwijk                                | X                                                   |
| 2020-'21                                            | 24-10-2020                                          | Katwijk – Quick Boys                                | X                                                   | 20-02-2021                                          | Quick Boys – Katwijk                                | X                                                   |
| 2021-'22                                            | 15-03-2022                                          | Quick Boys – Katwijk                                | 2-2                                                 | 30-04-2022                                          | Katwijk – Quick Boys                                | 4-1                                                 |
| 2022-'23                                            | 10-09-2022                                          | Quick Boys – Katwijk                                | 1-3                                                 | 04-02-2023                                          | Katwijk – Quick Boys                                | 3-0                                                 |
| 2023-'24                                            | 23-09-2023                                          | Quick Boys – Katwijk                                | 2-0                                                 | 10-02-2024                                          | Katwijk – Quick Boys                                | 0-1                                                 |
| 2024-'25                                            | 12-10-2024                                          | Quick Boys – Katwijk                                | 1-1                                                 | 15-03-2025                                          | Katwijk – Quick Boys                                | 1-4                                                 |
| 2025-'26                                            | 20-09-2025                                          | Quick Boys – Katwijk                                |                                                     | 21-02-2026                                          | Katwijk – Quick Boys                                |                                                     |

## Overzicht
| Club       | Wedstrijden | Winst | Gelijk | Verloren | DPV | DPT | DS |
| ---------- | ----------- | ----- | ------ | -------- | --- | --- | -- |
| Quick Boys | 54          | 19    | 14     | 21       | 79  | 82  | -3 |
| vv Katwijk | 54          | 21    | 14     | 19       | 82  | 79  | +3 |

## Overstappers
Door de rivaliteit tussen beide clubs kan het beladen zijn als een Katwijk-speler voor Quick Boys gaat spelen of omgekeerd. Niettemin hebben in de loop der jaren verschillende spelers zo'n overstap gemaakt, direct of indirect.

### Van Quick Boys naar VV Katwijk
- Pim Langeveld, 1987
- Wim van Zwam, 1999 (trainer, tussendoor bij een andere club)
- Aleksandar Bjelica, 2010 (speelde tussendoor bij een andere club/jeugd)
- Benjamin Martha, 2011 (speelde tussendoor bij een andere club)
- Jan Zoutman, 2018 (trainer, per direct naar VV Katwijk)
- Selmo Kurbegović, 2024 (techniektrainer, speelde tussendoor als speler bij Quick Boys)

### Van VV Katwijk naar Quick Boys
- Sabir Achefay, 2020 (speelde tussendoor bij een andere club)
- Thomas Duivenvoorden, 2023 (trainer, tussendoor bij andere club)